# Real Conservatorio Superior de Música de Madrid

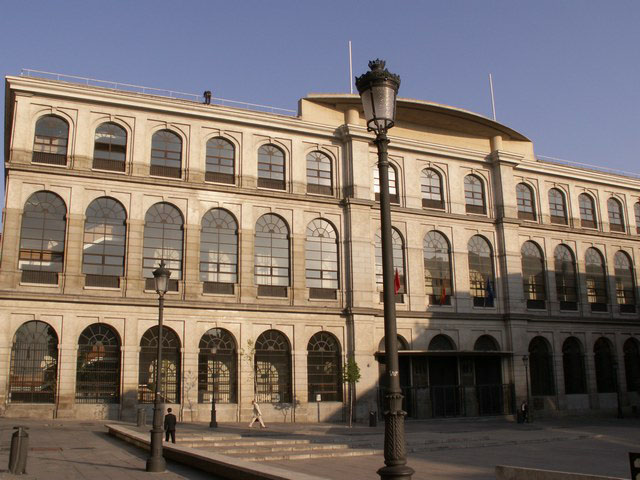
Hauptgebäude des Konservatoriums in Madrid

Das Real Conservatorio Superior de Música de Madrid ist eine Musikhochschule in Madrid. Am 15. Juli 1830 durch ein königliches Dekret unter dem Namen Real Conservatorio de Música y Declamación de María Cristina gegründet, ist sie die älteste öffentliche Musikhochschule Spaniens. Zu ihren Absolventen zählen einige der bedeutendsten Musiker des Landes.

## Bekannte Professoren und Absolventen
- Luis Aguirre Colón
- Pedro Albéniz
- Sebastián de Albero
- Fernando Argenta
- Emilio Arrieta
- Bartolomé Pérez Casas
- Julián Bautista
- Rafael Benedito Vives
- Teresa Berganza
- Francisco Calés Otero
- Francisco Calés Pina
- Fidela Campiña Ontiveros
- Jorge Cardoso
- Ramón Carnicer
- Pau Casals
- Flores Chaviano
- Conrado del Campo
- Cristóbal Delgado
- Fernando Díaz de Mendoza
- Arturo Dúo Vital
- Hilarión Eslava
- Óscar Esplá
- Manuel de Falla
- Manuel Fernández Alberdi
- Enrique Fernández Arbós
- Antonio Fernández Bordas
- Rafael Frühbeck de Burgos
- Julián Gayarre
- Gerónimo Giménez y Bellido
- Juan María Guelbenzu
- Jesús Guridi
- Cristóbal Halffter
- Raquel Ilonbé
- Enrique Iniesta
- José Inzenga
- Pedro Iturralde
- Alejandro Mirecki
- Víctor Mirecki Larramat
- Jesús de Monasterio
- Francisco Mora Méndez
- Laura Nieto Oliver
- Nemesio Otaño
- Teobaldo Power
- Miguel Ramos Carrión
- María Rodrigo
- Amadeo Roldán
- Celedonio Romero
- Pere Ros
- Jesús Rueda
- Juan Ruiz Casaux
- Mary Ruiz Casaux
- César Manuel Sánchez López
- Pablo de Sarasate
- Vicente Spiteri
- Juan Tellería
- Gaspar Ángel Tortosa Urrea
- José Tragó
- Joaquín Turina
- Joaquín Valverde
- Mariano Vázquez Gómez
- Marcos Vidal
- Dámaso Zabalza
- Cleto Zavala